# Česká Sibiř

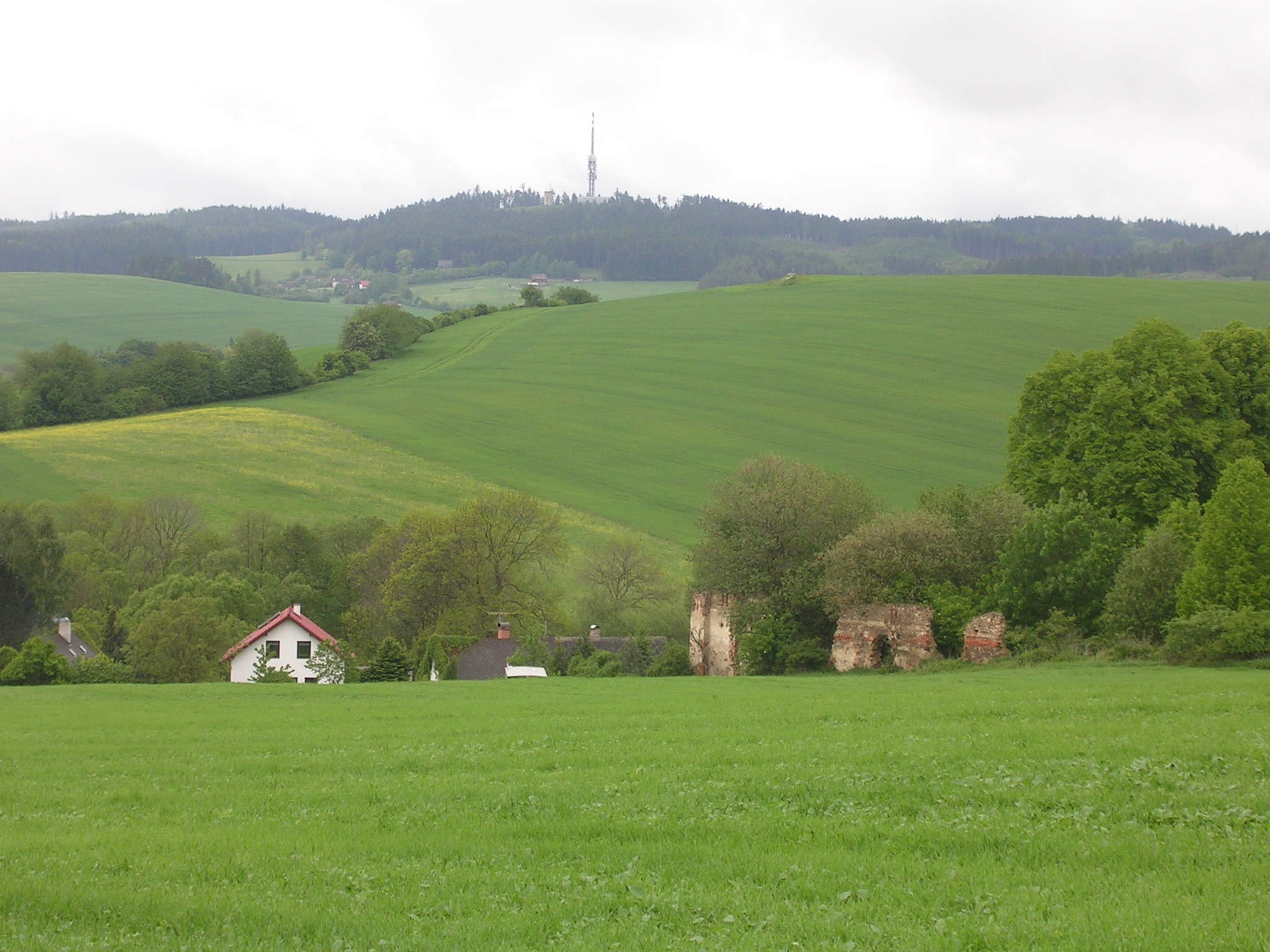
Krajina České Sibiře, v pozadí vrch Mezivrata

Česká Sibiř je označení pro oblast ve středních Čechách, na pomezí s Jihočeským krajem, mezi Miličínem a Voticemi. Říká se tak horskému řetězci od Čeřenské hory (664 m), přes Větrov (676 m), Mezivrata (713 m) na Kalvárii (698 m) a Šibeník (656 m) u Miličína. Podle geomorfologického členění Česka je tato oblast součástí Miličínské vrchoviny.
Za autora názvu bývá považován český spisovatel, novinář a politik Jan Herben. Ten pojmenování použil v roce 1907 ve fejetonu „V České Sibiři“, který vyšel nejprve v literární příloze deníku Čas a poté jako jedna z kapitol Herbenovy knihy „Hostišov“. Ve fejetonu líčí Herben své zážitky, kdy se s malířem Antonínem Slavíčkem vydali z předjarní Prahy na kontrolu Herbenova letního sídla a v Hostišově je čekaly závěje, mrazivý vítr a sněhová vánice. Ve skutečnosti však Herben toto označení nevymyslel a sám častěji používal pojem „severní Táborsko“. Nicméně právě díky Herbenovi vstoupila Česká Sibiř do širšího povědomí a ve třicátých letech 20. století název zpopularizovaly turistické průvodce a místní spolky ve Voticích a Miličíně (především tehdejší miličínský starosta Čeněk Kraupner).
Vymezení České Sibiře je poměrně neurčité. Za její jádro jsou považovány následující obce: Votice, Jankov, Ratměřice, Neustupov, Smilkov a Miličín. V širším vymezení bývají k České Sibiři řazeny obce kolem Blaníku (Zvěstov, Libouň, Louňovice pod Blaníkem, Načeradec, Pravonín), okolí města Sedlec-Prčice a někdy též Mladovožicko.